# Apelle
(Ludovico Ariosto, Orlando furioso, XLVI, 84.)
Apelle (in greco antico: Ἀπελλῆς?, Apellês; Colofone, 375-370 a.C. circa – Coo, fine IV secolo a.C.) è stato un pittore greco antico.
Plinio il Vecchio, al quale dobbiamo molta della nostra conoscenza di questo artista, da lui descritto nella Naturalis historia (libro XXXV), lo giudicò superiore agli artisti precedenti e successivi. Egli collocò il floruit di Apelle intorno alla 112ª Olimpiade (332-329 a.C.).

## Biografia

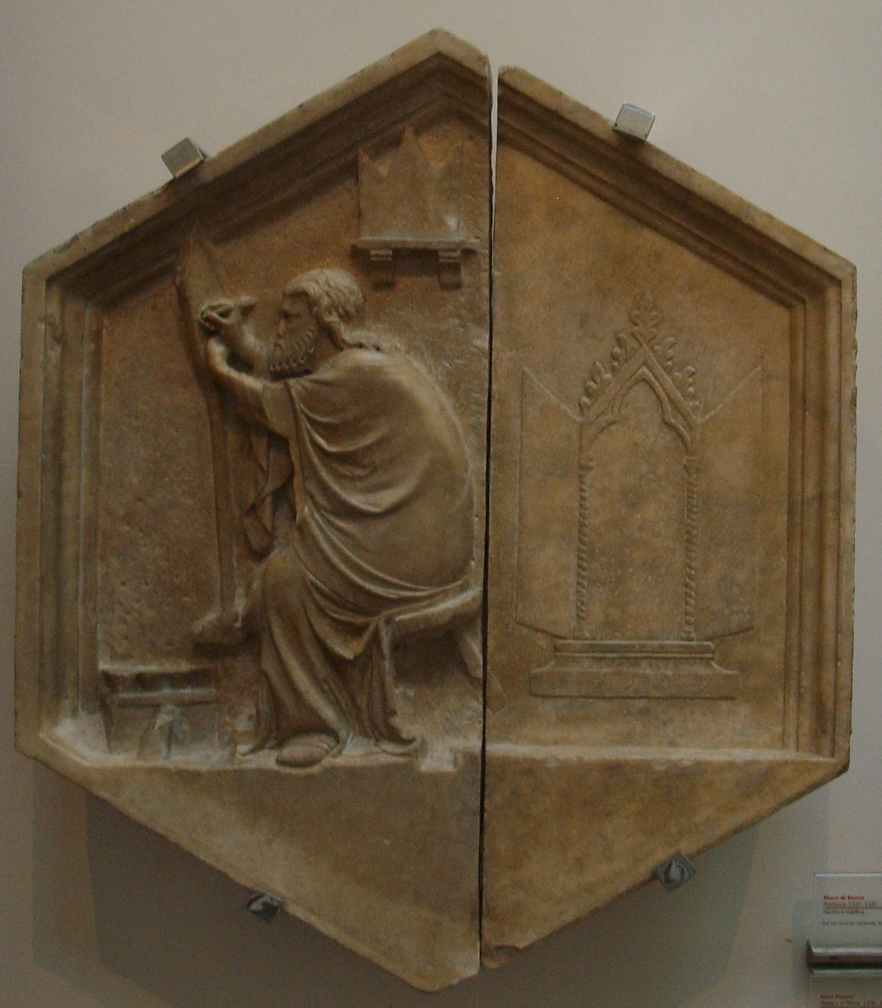
Apelle come allegoria della pittura su una formella realizzata da Nino Pisano per il Campanile di Giotto a Firenze (1334-1336)

Fu dapprima allievo di Eforo di Efeso, ma quando raggiunse una certa celebrità entrò a far parte della "scuola di Sicione" divenendo allievo di Panfilo di Anfipoli e amico di Melanzio. Sommò così l'accuratezza dorica con la grazia ionica.
Introdotto, forse dallo stesso Panfilo, alla corte di Filippo II, ritrasse lui e il giovane Alessandro con tale successo che divenne il pittore ufficiale della corte macedone: il ritratto di Alessandro impugnante una folgore fu giudicato alla pari di Alessandro con la lancia dello scultore Lisippo. Seguì Alessandro in Asia, quindi tornò a Efeso, dove si trovava certamente nel 334 a.C. per dipingere l'opera appena citata, e dimorò per un certo tempo a Coo (recandosi nella vicina Rodi dove strinse rapporti con Protogene) e ad Alessandria alla corte di Tolomeo I Sotere, prima di tornare a Coo dove eseguì ritratti di Antigono I Monoftalmo noti per il sapiente uso dello scorcio grazie al quale veniva mascherata la cecità del re, e dove probabilmente morì alla fine del secolo. Scrisse un trattato di pittura, dedicato forse ad uno dei propri allievi, di nome Perseo, in cui sembra lodasse la superiorità di Melanzio per la composizione e di Asclepiodoro per la simmetria e la proporzione.
La sua abilità nel disegno diede luogo ad una tradizione di aneddoti riportati da Plinio il Vecchio. In uno di questi, Alessandro avrebbe chiesto ad Apelle di dipingere la sua favorita Campaspe, di cui l'artista si innamorò durante l'esecuzione dell'opera. Allora Alessandro, resosi conto dal dipinto terminato che Apelle la amava più di quanto non la amasse lui, avrebbe donato la fanciulla all'artista.
Un altro aneddoto è collegato ai rapporti del pittore con Tolomeo I Sotere. Quando era ancora generale di Alessandro, Tolomeo ebbe una grande antipatia per Apelle (entrambi erano al seguito di Alessandro). Molti anni dopo, quando il pittore si trovava ad Alessandria, il buffone di corte di Tolomeo consegnò ad Apelle un invito alla tavola di Tolomeo senza avvertire il re il quale, infuriato per l'arrivo inatteso chiese chi avesse avuto l'ardire di invitare l'artista. Con un pezzo di carbone di legna Apelle disegnò un ritratto sulla parete; e subito, nei primi tratti dello schizzo, Tolomeo riconobbe il suo buffone.
Un altro aneddoto riguarda i rapporti con Protogene, che Apelle volle conoscere personalmente recandosi presso la sua casa a Rodi. Giunto a destinazione vi trovò una donna anziana che l'avvertì della momentanea assenza del pittore. Apelle andò allora verso un cavalletto e prese un pennello con il quale dipinse una linea colorata estremamente fine; quando Protogene ritornò esaminando la linea capì che soltanto Apelle avrebbe potuto fare un lavoro così perfetto; disegnò una linea ancora più fine sopra la prima e chiese alla sua serva di mostrarla all'ospite se fosse ritornato. Quando Apelle tornò e gli fu mostrata la risposta di Protogene, dipinse con un terzo colore una linea ancora più fine fra le prime due, non lasciando posto per un'altra. Nel vedere questo, Protogene ammise la sconfitta e uscì per cercare Apelle e incontrarlo di persona.
Plinio riporta anche un certo numero di detti di Apelle, provenienti forse dal perduto trattato sull'arte della pittura. Uno di questi si riferisce alla sua abitudine di mostrare i suoi lavori nell'entrata della propria bottega e di nascondersi nelle vicinanze per sentire le osservazioni dei passanti. Quando un calzolaio osservò degli errori nella forma di una calzatura, Apelle corresse il dipinto quella stessa notte; la mattina seguente il calzolaio notò i cambiamenti e fiero del suo effetto sul lavoro dell'artista cominciò a criticare il modo in cui Apelle aveva dipinto il piede, al che Apelle emerse dal suo nascondiglio per dichiarare: Sutor, ne ultra crepidam (Ciabattino, non [andare] oltre le scarpe).
Le ultime parole che Plinio attribuisce ad Apelle si riferiscono alla diligenza del pittore nell'esercitarsi nella sua arte ogni giorno: Nulla dies sine linea (non un giorno senza [disegnare] una linea). La morte di Apelle è nel segno della hybris, giacché è punito per aver osato effigiare gli dei.

## Opera

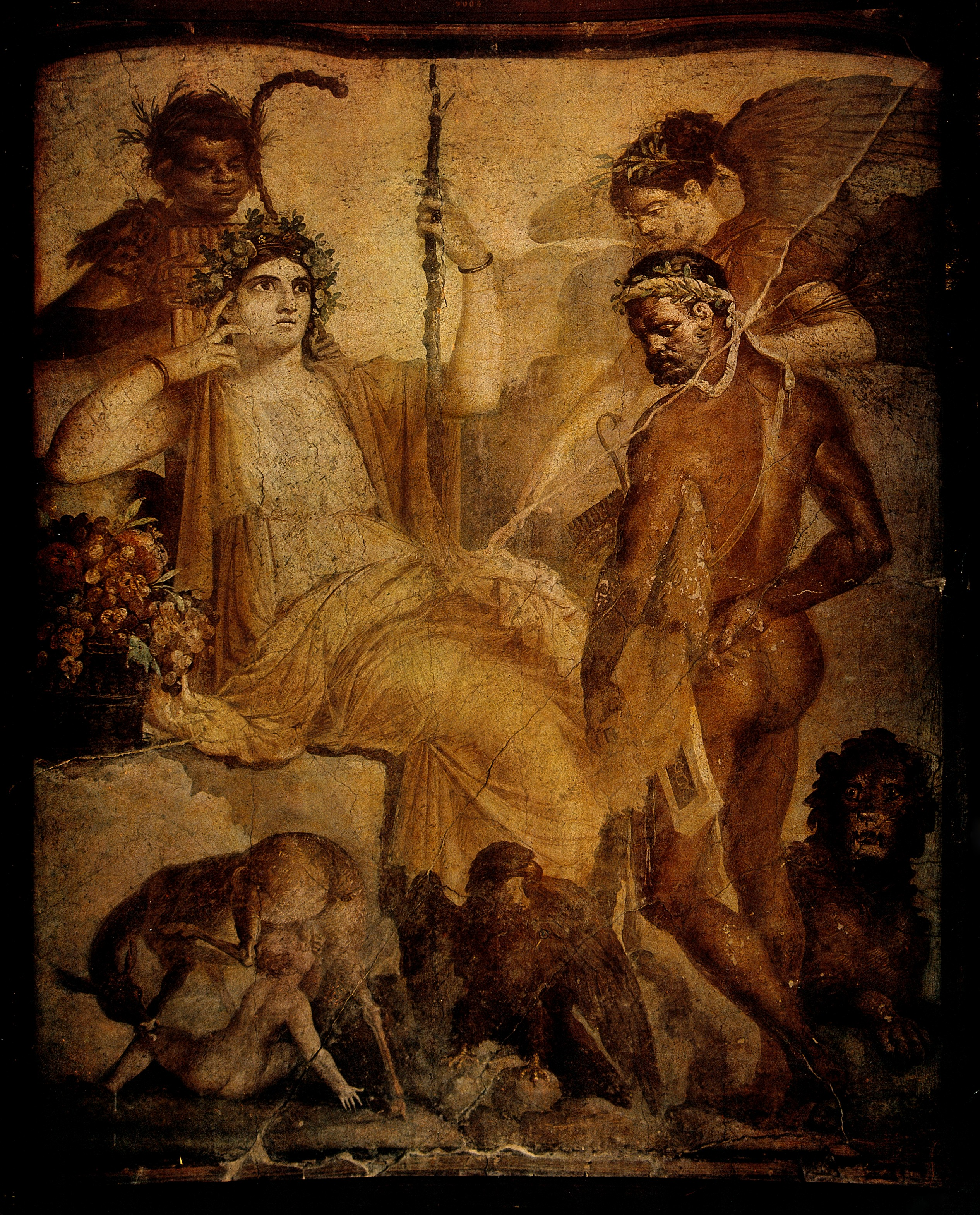
Ercole e Telefo, Museo Archeologico Nazionale di Napoli (inv. nr. 9008), affresco rinvenuto ad Ercolano in cui la figura di Ercole è ritenuta da alcuni critici copia dell'Eracle di spalle di Apelle.

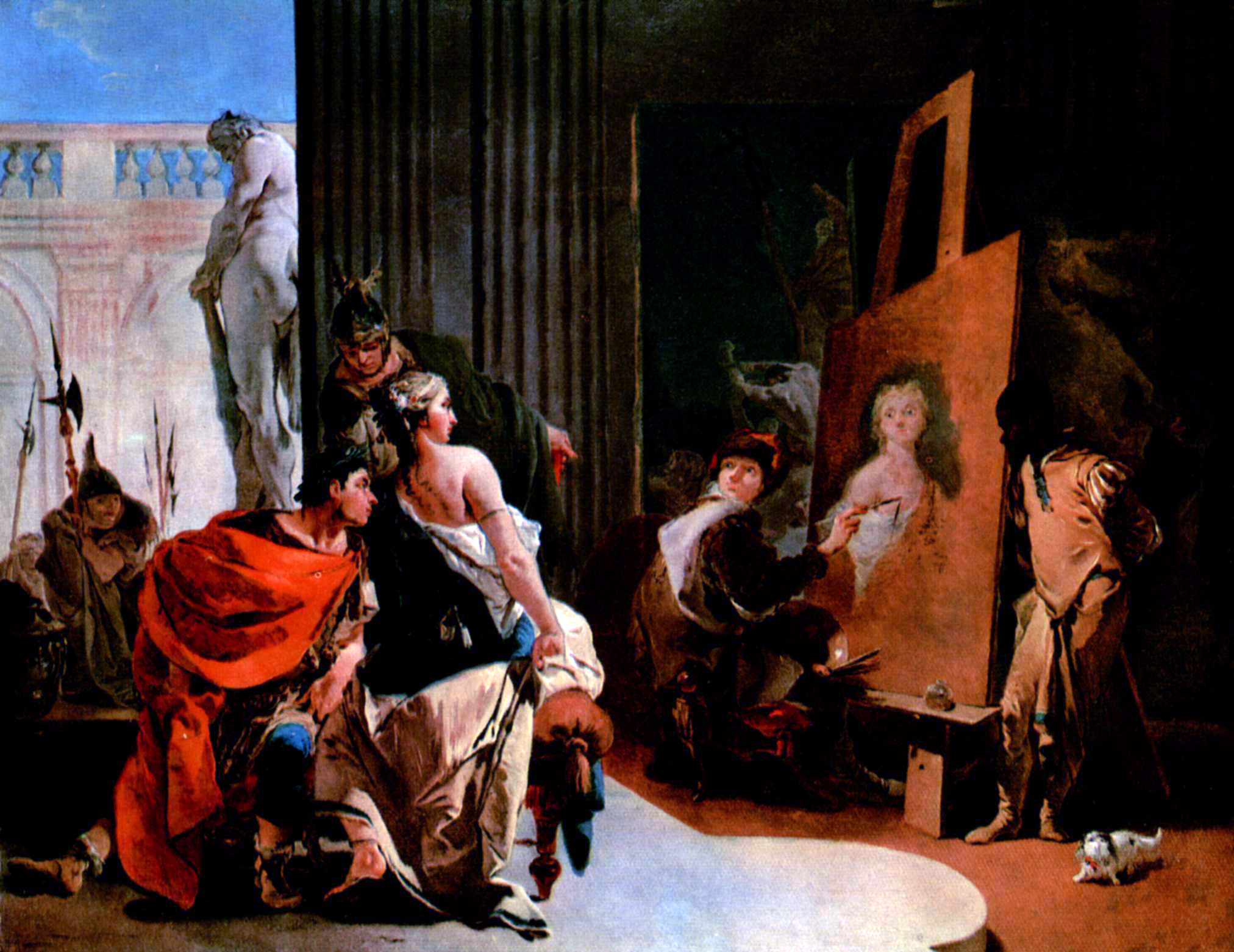
Alessandro e Campaspe nello studio di Apelle, olio su tela di Giovanni Battista Tiepolo (1725-6)

Tra i numerosi soggetti che le fonti riferiscono essere stati rappresentati da Apelle, nessuno dei quali ci è giunto, troviamo:
- Alessandro che impugna una folgore, uno dei molti che fece sia di Alessandro che di suo padre Filippo.
- Afrodite Anadiomene ("Afrodite sorgente dal mare"); si conoscono due redazioni di questo soggetto: una alla quale Apelle stava lavorando quando morì, e una precedente a cui Plinio collega la tradizione di aver usato come modella Campaspe. Secondo quanto riportato da Ateneo di Naucrati, l'idea di Afrodite sorgente dal mare sarebbe invece stata ispirata da Frine, etera che durante i Misteri eleusini non ebbe problemi nel nuotare nuda in mare.
- Un ritratto di Antigono I Monoftalmo a cavallo, in una vista di tre quarti per celare abilmente l'occhio cieco di Antigono.
- Artemide circondata da un gruppo di fanciulle che offrono un sacrificio (basato su Odissea 6.102).
- Sacrificio di un bue a Coo, per il santuario di Asclepio, descritto in un mimiambo (4.59) di Eroda.
- I ritratti di Clito e Archelao I di Macedonia.
- La processione del Sommo Sacerdote di Artemide a Efeso.
- Una grande immagine allegorica rappresentante la Calunnia, che ispirò la Calunnia di Apelle di Sandro Botticelli.
- Una Charis, personificazione della Grazia, ideale estetico di Apelle, dipinta a Smirne.

Apelle fu essenzialmente pittore di cavalletto e un certo numero di suoi dipinti furono portati a Roma, tra questi l'Afrodite Anadiomene e due composizioni che includevano un ritratto di Alessandro, Castore e Polluce con la Vittoria e Alessandro il Grande e la Figura della Guerra con le mani legate che segue la Biga Trionfale di Alessandro, che si trovavano nell'aula del Colosso nel Foro di Augusto.
Tracce delle figure che dovevano far parte dell'Allegoria della Calunnia, descritta da Luciano di Samosata, sono state rinvenute nella ceramica apula contemporanea ad Apelle. Copia dell'Hercules aversus ricordato da Plinio a Roma nel tempio di Diana sull'Aventino sembra essere l'affresco con Eracle e Telefo della cosiddetta Basilica di Ercolano.
Apelle viene nominato da Plinio tra gli autori che dipingevano utilizzando i soli quattro colori (bianco, giallo, rosso e nero), notizia che non si crede possa essere intesa alla lettera. Oltre alle capacità nel disegno e all'impiego della linea funzionale, che rimandano a Parrasio e alla pittura tradizionale e accademica, sono note tramite le fonti le sue capacità di colorista, soprattutto per quanto riguarda l'incarnato delle figure, e l'importanza che nelle sue opere doveva avere lo scorcio (l'Antigono Monoftalmo e l'Eracle di spalle). Quest'ultimo si sommava ad una ricerca luministica che avrebbe avuto molta importanza nella successiva pittura ellenistica; il ritratto di Alessandro con il fulmine, che si trovava esposto nell'Artemision di Efeso, era noto per i riflessi del fulmine che accentuavano la plasticità della figura.
Gli si attribuisce l'invenzione di una vernice nera, chiamata da Plinio atramentum, che serviva sia per conservare meglio le pitture che per smorzare il loro colore come una patina, ma la ricetta è andata persa con la sua morte.
(Plinio, Naturalis historia, XXXV)

## Lascito

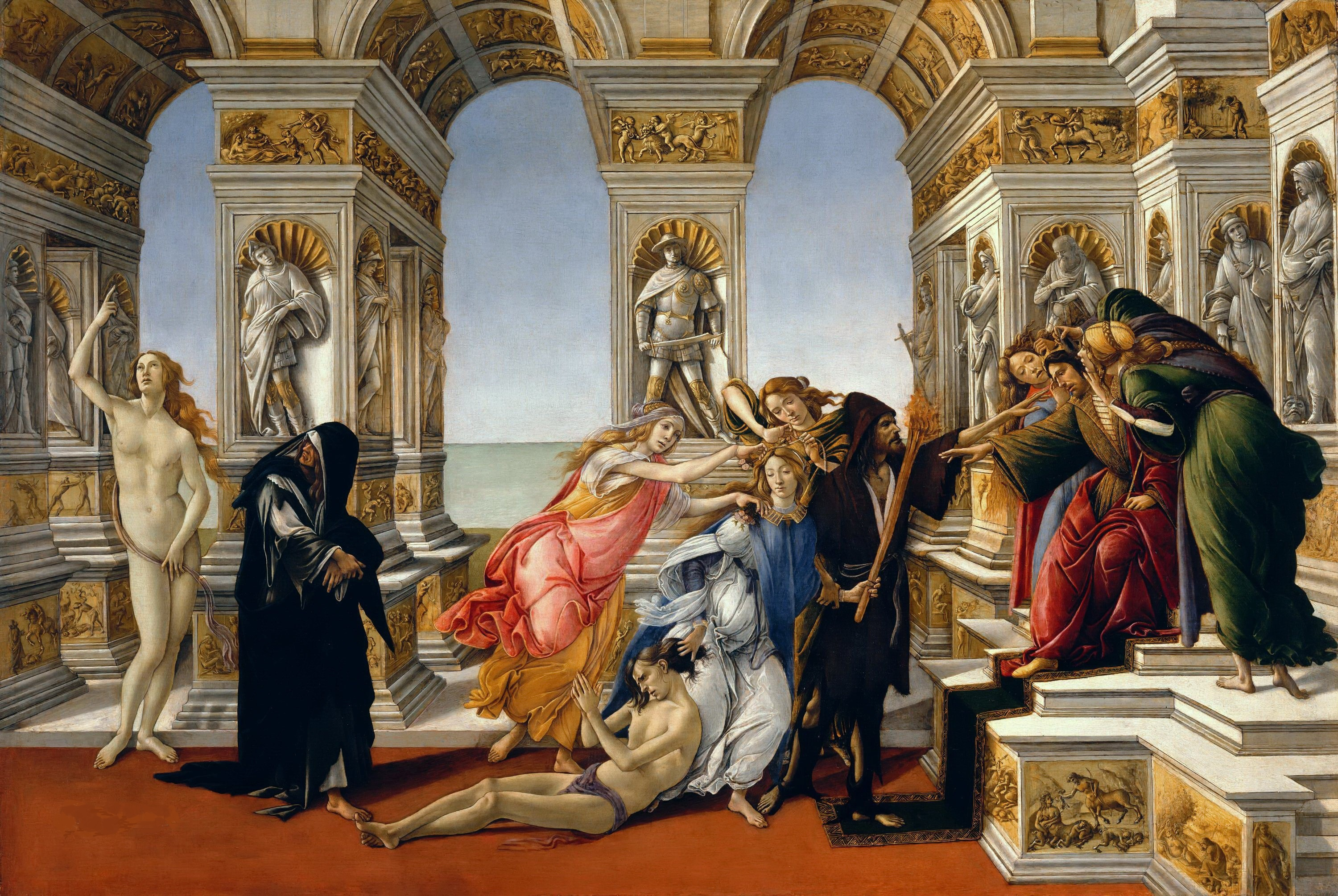
Calunnia di Apelle di Sandro Botticelli.

La fama di Apelle era tale che molti pittori del Rinascimento italiano hanno ripetuto i suoi soggetti. Raffaello si ritrasse come Apelle nella Scuola di Atene e Sandro Botticelli basò due pitture – la Nascita di Venere e la Calunnia di Apelle – sulla descrizione di opere sue.

## Nella cultura di massa
Famosa è la filastrocca popolare dedicata ad Apelle e al suo fantomatico "padre" Apollo, un'importantissima divinità dell'antichità:
|   | Apelle, figlio di Apollo,             |
|   | fece una palla di pelle di pollo,     |
|   | tutti i pesci vennero a galla         |
|   | per vedere la palla di pelle di pollo |
| 5 | fatta da Apelle, figlio di Apollo.    |